# Jungfruskärs naturreservat
Jungfruskärs naturreservat är ett naturreservat i Värmdö kommun i Stockholms län.
Området är naturskyddat sedan 1974 och är 658 hektar stort. Reservatet omfattaren stor del av Jungfruskär och några kringliggande öar och kobbar. Reservatet består av hällmarkskog till tät lövskog, strandängar och våtmarker.